# Cyclaspis bovis
Cyclaspis bovis är en kräftdjursart som beskrevs av Hale 1928. Cyclaspis bovis ingår i släktet Cyclaspis och familjen Bodotriidae.
Artens utbredningsområde är New South Wales. Inga underarter finns listade i Catalogue of Life.